# ムバダラ・ディベロプメント・カンパニー
ムバダラ・ディベロプメント・カンパニー（アラビア語: شركة مبادلة للتنمية、Mubadala Development Company）は、アラブ首長国連邦（UAE）アブダビ政府100％出資の投資会社。日本の報道ではしばしばムバダラ開発と表記されるほか、専門家などはムバーダラ開発と表記することがある。

## 概要
シャイフ・ハリーファ・ビン・ザーイド・アール＝ナヒヤーンUAE（アラブ首長国連邦）大統領の異母弟シャイフ・ムハンマド・ビン・ザーイド・アール＝ナヒヤーン皇太子が会長を務める（2009年5月現在）。
ムバダラ・ディベロプメントは多額の資金を有しており、フェラーリ（Ferrari）、ピアジオ・エアロ（Piaggio Aero Industries）への出資や、ロールス・ロイス（Rolls-Royce）との提携など国内外で様々な投資を行っている。
また、これまでにドナルド・トランプ（Donald Trump）、ジョルジオ・アルマーニ（Giorgio Armani）、マンチェスター・ユナイテッド（Manchester United）、グレッグ・ノーマン（Greg Norman）、グッゲンハイム美術館（Guggenheim Museum）など、業界大手との提携が発表されている。
2007年に報道されたものに、米投資会社カーライル・グループ株式の7.5％を取得（13億5000万ドル）、米半導体会社アドバンスト・マイクロ・デバイセズ（AMD）株式の8.1％を取得（6億2200万ドル）などがある。

## 参照
1. 1 2 3 4  “Mubadala financial statements- 2012”.   mubadala.com. 2013年6月15日閲覧。
2. ↑  政府系ファンドが乱立するアブダビ〜戦略性に疑問の声も（JBpress）
3. ↑  https://web.archive.org/web/20220528033751/http://jp.reuters.com/article/businessNews/idJPJAPAN-27997420070921
4. ↑  http://it.nikkei.co.jp/business/news/index.aspx?n=RSBWO0045%2019112007